# Dietmar Daichendt

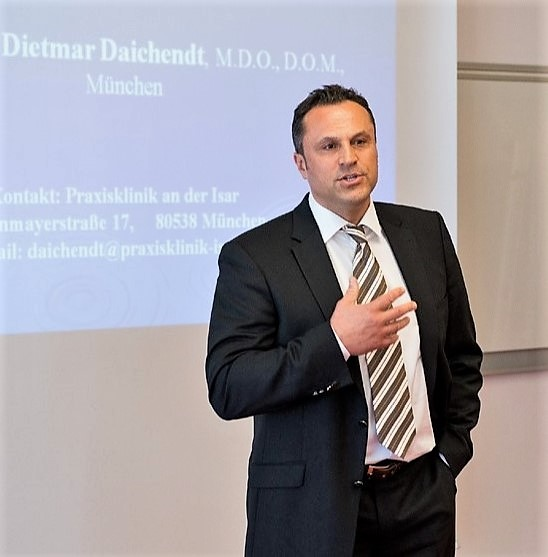
Dietmar Daichendt

Dietmar Jürgen Daichendt (* 27. Juli 1967 in Hermannstadt, Rumänien) ist ein deutscher Arzt und Allgemeinmediziner. Er ist Professor der privaten Hochschule für Gesundheit und Sport in Berlin und der Steinbeis-Hochschule Berlin. Seine Schwerpunkte liegen in der Einbindung von komplementärmedizinischen und naturheilkundlichen Verfahren in die Schmerz- und Allgemeinmedizin sowie insbesondere in der Manuellen Medizin.

## Leben
Von 1988 bis 1994 studierte Daichendt Zahnmedizin  und im Anschluss von 1994 bis 1999 Humanmedizin an der Ludwig-Maximilians-Universität München (LMU). Er promovierte danach an der Ruhr-Universität Bochum (RUB). Als Assistenzarzt war er in der Orthopädie, Neurologie, Inneren Medizin und Allgemeinmedizin tätig. Im Jahr 2002 gründete er eine Praxis in München und 2006 eine Zweitpraxis in Österreich. 2009 eröffnete Daichendt eine Praxisklinik in München. Seit 2015 leitet Prof. Daichendt das von Dr. Helmut Radspieler gegründete Osteoporosezentrum in München.
Seit 2004 hat er einen Lehrauftrag für Allgemeinmedizin an der LMU. Zudem war Daichendt seit 2010 hauptamtlicher Lehrbeauftragter für Komplementärmedizin an der Hochschule für Gesundheit und Sport Berlin, einer privaten Fachhochschule. 2011 wurde er dort auf die erste deutsche Professur für Manuelle Medizin, Osteopathie und Chirotherapie berufen. 2015 wurde er auf die erste deutsche Professur für Osteopathische- und Manuelle Medizin der privaten Steinbeis-Hochschule Berlin ernannt.
Seit 2005 ist Dietmar Daichendt Präsident der Deutschen Gesellschaft für Chirotherapie und Osteopathie (DGCO) (bis 2006 Deutsche Gesellschaft für Chirotherapie (DGCh)).

## Schriften
- Mit A. Bruderhofer und M. Honikel: Das Mandibular Lateral Displacement (MLD) als Sonderform der Craniomandibulären Dysfunktion (CMD). In: Osteopathische Medizin – Zeitschrift für ganzheitliche Heilverfahren. Elsevier Verlag, Heft 2007; 01: 41;
- Mit M. Honikel: Spezielle Aspekte in der Kinderosteopathie. In: Osteopathische Medizin – Zeitschrift für ganzheitliche Heilverfahren. Elsevier Verlag, Heft 2007; 02: 46;
- Mit M. Honikel M. und A. Bruderhofer: Das Craniomandibuläre System (CMS) und seine Effekte auf die Körperhaltung – Teil 1. In: Osteopathische Medizin – Zeitschrift für ganzheitliche Heilverfahren. Elsevier Verlag, Hefte 2007; 02: 22-26; Teil 2: Heft 03: 25-29; Teil 3: Heft 04: 04-09;
- Mit H. Stahlhofer: Neurophysiologie im Synergismus von Chirotherapie und Osteopathie. Printpublikation: Osteopathische Medizin – Zeitschrift für ganzheitliche Heilverfahren. Elsevier Verlag, Heft 2008; 02: 33-34;
- Mit H. Stahlhofer: Manuelle Medizin an der Halswirbelsäule / Atraumatische Weichtechnik der Chirotherapie und HVLA – Technik der Osteopathie im Synergismus. In: Osteopathische Medizin – Zeitschrift für ganzheitliche Heilverfahren. Elsevier Verlag, Heft 2008; 04: 40;